# Eric Hoffmann
Eric Hoffmann (Luxemburg, 21 juni 1984) is een voormalig Luxemburgse voetballer (verdediger) die onder contract stond bij Jeunesse Esch. Hij speelde eerder voor onder meer Etzella Ettelbruck.

## Interlandcarrière
Hoffmann kwam sinds 2002 uit voor het Luxemburgs voetbalelftal. Hij maakte zijn debuut in het vriendschappelijke duel tegen Letland (0-3) op 27 maart 2002 in Luxemburg. Hij viel in dat duel na 74 minuten in voor Nico Funck. Hij speelde in totaal 88 interlands voor het groothertogdom.

## Erelijst
Jeunesse Esch
- Landskampioen

2010